# Acupeinidae
Acupeinidae es una familia de foraminíferos bentónicos de la superfamilia Recurvoidoidea, del suborden Lituolina y del orden Lituolida. Su rango cronoestratigráfico abarca el Holoceno.

## Discusión
Clasificaciones previas incluían Acupeinidae en la superfamilia Haplophragmioidea, así como en el suborden Textulariina del orden Textulariida, o en el orden Lituolida sin diferenciar el suborden Lituolina.

## Clasificación
Acupeinidae incluye al siguiente género:
- Acupeina